# Lava

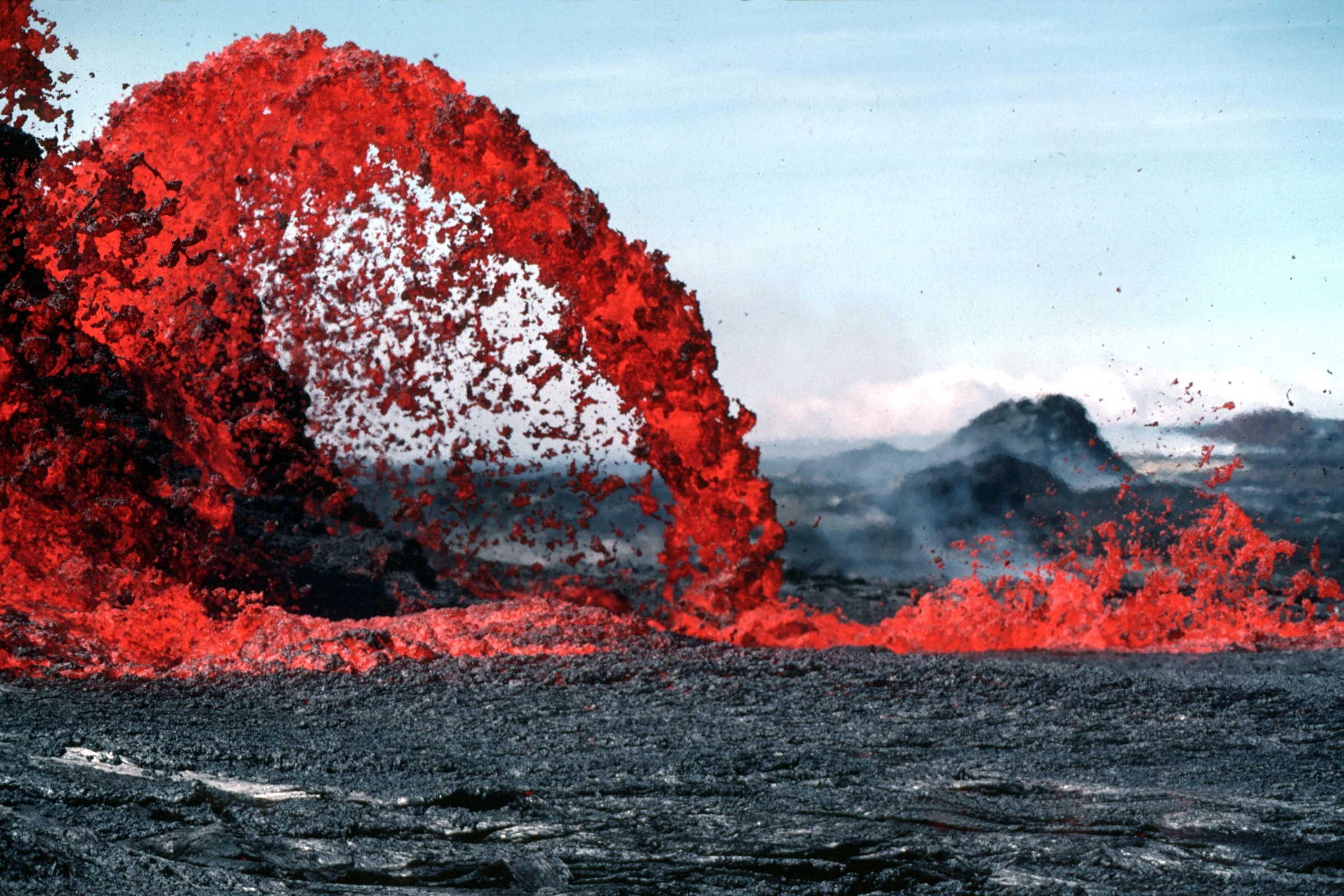
En tio meter hög lavafontän, Hawaii.

Ordet lava är både en benämning på smälta bergarter (magma) på eller ovanför jordens yta och på den bergart som denna smälta stelnar till, då även kallad lavabergart. Lava tränger fram ur jordens inre genom sprickor och rör, främst ur vulkaner. När lava flyter eller kastas upp ur jorden i vätskeform håller den en temperatur på ungefär 700–1 200 °C och trots en viskositet 100 000 gånger vattnets, kan lava flyta flera kilometer innan den svalnar och stelnar. Flytande lava stelnar till många olika magmatiska bergarter, bland annat pimpsten, obsidian, porfyr och basalt.

## Etymologi
Varifrån ordet "lava" har sitt  etymologiska ursprung är inte säkert. Det kan ha ett ursprung i latinets labes med betydelsen "falla", "glida", "sjunka" eller "störta samman". Första gången ordet användes avseende magma som tränger upp på jorden var i Francesco Seraos korta vittnesbörd av vulkanen Vesuvius utbrott den 14 maj–3 juni 1737. Där beskrev han "ett flöde av glödande lava" i analogi med vatten och lera som forsade ner för vulkanens sidor efter häftigt regn.

## Sammansättning och reologi
När lavan stelnat efter ett vulkanutbrott bildar den en extrusiv magmatisk bergart. Den kan klassificeras efter sin kemiska sammansättning som antingen felsisk, intermediär eller mafisk/ultramafisk. Det finns andra sätt att klassificera lava men dess kemiska sammansättning är mycket avgörande för magmans temperatur, viskositet och beteende vid utbrottet.
Felsisk lava som ryolit och dacit associeras med stromboliska utbrott, vanligen i form av lavadomer och -täcken, och pyroklastiskt utbrottsmaterial och tuff. Felsisk lava är extremt viskös. Detta beror på att magman är rik på aluminium, kisel, kalium, natrium och kalcium. Magman bildar en polymeriserad vätska rik på fältspat och kvarts vilket gör den betydligt klibbigare än andra typer. Felsisk magma kan bilda lava vid så låga temperaturer som 650–700 °C men brukar vara betydligt hetare.
Intermediär lava innehåller en lägre andel aluminium och kisel och en större andel magnesium och järn än felsisk. Även intermediär lava brukar associeras med stromboliska utbrott men även sammansatta vulkaner. Den bildar andesitdomer och lavatäcken. Kombinationen av låg aluminium- och kiselhalt och högre temperatur (750–950 °C) gör den något mer lättflytande. Den högre temperaturen tenderar också att bryta upp de polymeriserade bindningar i magman vilket ytterligare bidrar till att göra den mer lättflytande samtidigt som det underlättar bildningen av strökorn. Den högre andelen magnesium och järn visar sig i den mörkare grundmassan och ibland även i strökorn i form av amfibol och pyroxen.
Mafisk lava innehåller höga halter järn och magnesium och låga halter aluminium och kisel. Den kastas upp ur jorden vid temperaturer över 950 °C och tillsammans med den kemiska sammansättningen blir det en låg grad av polymerisering och viskositet i smältan. En typisk mafisk bergart är basalt och basaltisk magma på land associeras med sköldvulkaner eftersom lavaflödena tenderar att bilda tunna strömmar med stor spridning.
Ultramafisk lava som komatiit och andra typer rika på magnesium (som boninit) utgör en extrem form av lava. Komasiit innehåller mer än 18 procent magnesiumoxid och tros ha sprutat upp ur jorden vid temperaturer på omkring 1 600 °C. Vid denna temperatur sker ingen polymerisering i smältan vilket resulterar i ett lavaflöde med en viskositet motsvarande vattnets. Nästan alla ultramafiska lavor härstammar från proterozoikum (2 400–542 miljoner år sedan) men några yngre komatiitlavor är kända. I modern tid (fanerozoikum) har jordens mantel svalnat för mycket för att tillräckligt magnesiumrik magma ska kunna bildas.

### Lavors beteende
Lavornas viskositet avgör deras reologiska egenskaper:
- Lavor med hög viskositet tenderar att flyta segt, stocka sig och bilda block som stoppar flödet. När magman stiger mot ytan tenderar den att stänga inne gaser som bildar explosiva bubblor i smältan. Viskösa lavor brukar inte bilda lavaflöden utan associeras med freatiska utbrott, tuff och pyroklastiskt utbrottsmaterial som slagg och aska. Om en viskös lava tömts på sina gaser eller lämnat jorden vid en ovanligt hög temperatur kan den dock bilda lavaflöden som resulterar i icke-pyroklastiska utbrott som lavadomer och lavatäcken.
- Lavor med låg viskositet tenderar att flyta lätt och bilda lavasjöar och lavafloder. Den låga viskositeten gör att gaser lätt kan lämna smältan vilket leder till lugna utbrott utan pyroklastiska förlopp som leder. De resulterar i vulkaner i form av sprickor snarare än branta koner. Det finns tre typer av lavor med låg viskositet: 'a'a, pahoehoe och kuddlava.

Lavor kan även innehålla fragment av andra bergarter, så kallade xenoliter.

### Lavadomer

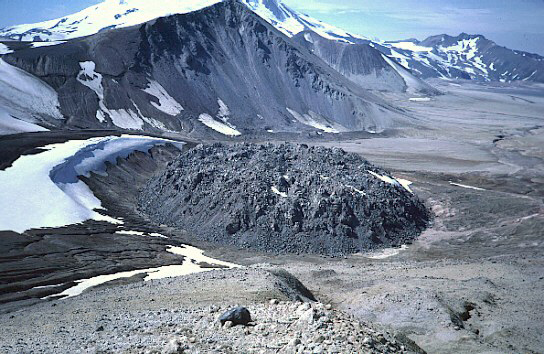
Novarupta

Svalnande viskös lava tenderar att korka igen vulkanröret vilket leder till att högt tryck successivt byggs upp i vulkanen. Instängda gaser orsakar till slut ett explosivt utbrott som sprider vulkanisk aska, gaser och pyroklastiska flöden. Den explosiva fasen följs vanligtvis av en lugnare period av lavautflöde.
Ibland när en vulkan släpper ut kiselrik lava kan en stor kuddliknande dom bildas som tenderar till att spricka och klyvas. Toppen och sidorna på en lavadom brukar vara täckta av fragmenterad sten, breccia och aska.
Ett exempel på en lavadom är Novarupta i Alaska som bildades efter ett utbrott 1912.

### Vulkaniska pluggar
Vulkaniska pluggar (även magmapluggar eller lavapluggar) är berg bildade av magma som stelnat innan den nått jordytan och därefter successivt frilagts.

### Lavatäcken
Lavatäcken är ett ovanligt fenomen hos felsiska och intermediära lavor. Det vanliga är att trycket hos gaser i lavan producerar ett pyroklastiskt utbrott. Viskösa lavor kan dock långsamt rinna fram över jordytan.
Lavaflöden bildar vanligtvis skiktade flöden där de översta och undre lavaskikten bildar hårda, spröda skal som omger den rinnande, klibbiga lavan. Lavan i det omgivande skalet bildar vulkanisk breccia (autobreccia) allt eftersom den framvällande lavan pressar ut skalet som spricker.
Detta liknar ett 'a'a-flöde förutom att den inre lavan tänjts, deformerats och eventuellt uppvisar tecken på veckbildning.
Några exempel på lavatäcken är Glasshouse Mountains och Kangaroo Point i Brisbane i Australien.

### 'A'a

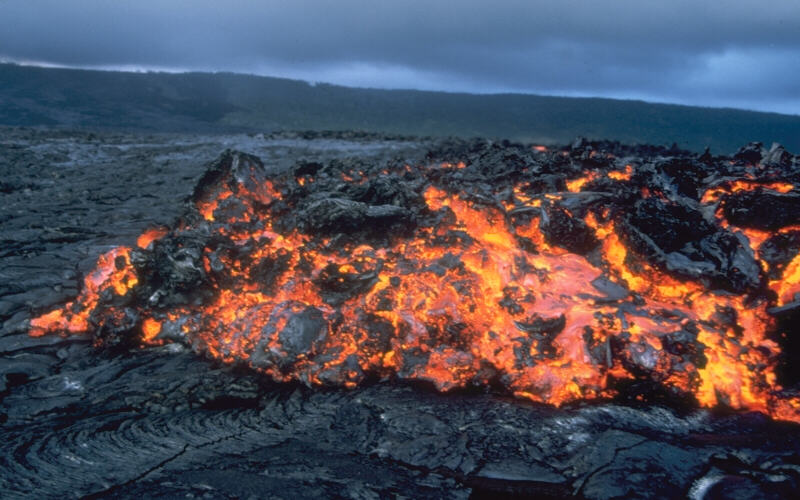
Glödande a'a'-lava vid Kilauea i Hawaii.

'A'a-lavor ("ah-ah") är en av de tre grundtyperna av lavaflöden. De har en grov och skrovlig textur som består av sönderbrutna lavablock. 
De högar med sönderspruckna block som Aa-lavan lämnar efter sig kan vara upp till tre meter stora och är mycket svåra att ta sig fram över. Under den grova ytan finns en massiv kärna som bildas av det mest aktiva flödet. Lavablocken på ytan dras med av det inre lavaflödet. Vid lavaflödets front kan dock de svalnade blocken falla ned framför lavaflödet för att begravas under den framvällande lavan. Dessa block bildar sedan ett lager av fragment under själva lavaflödet.
'A'a är ett hawaiianskt ord med betydelsen "stenig grov lava", men också att "bränna" eller "flamma" som introducerades i den geologiska terminologin av den amerikanske geologen Clarence Dutton.

### Pahoehoe

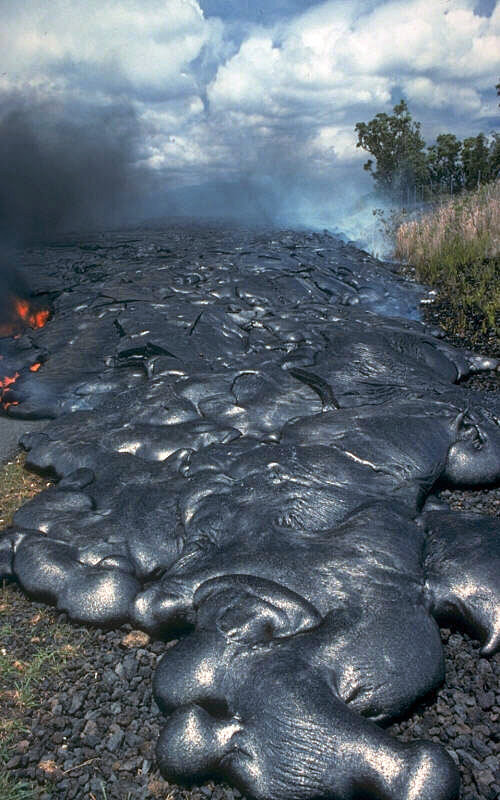
Framvällande pahoehoe bildar karaktäristiska "tår" i Kalapana i Kilaueas östra riftzon.

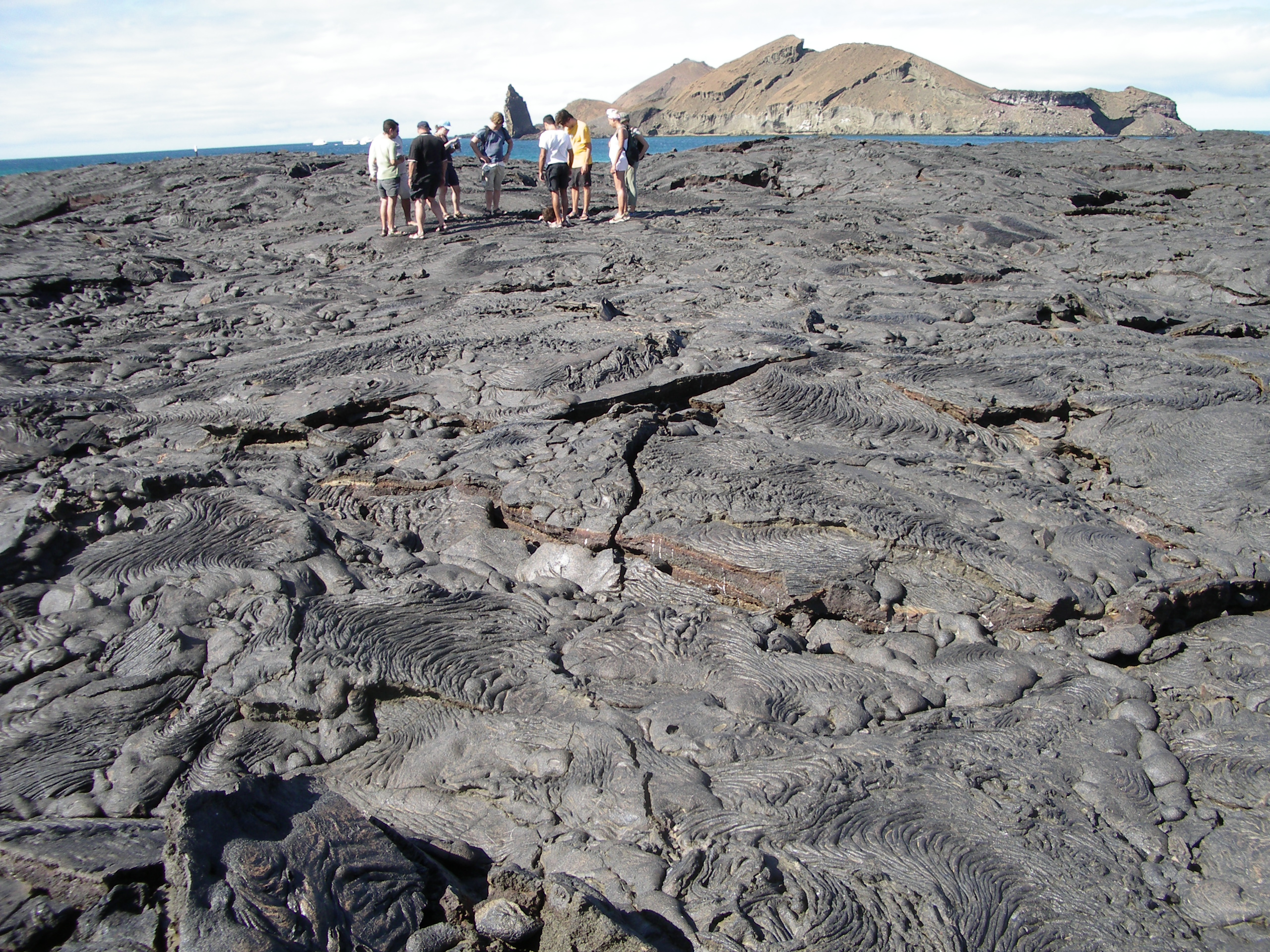
Pahoehoelavafält vid Sullivan Bay, Isla de Santiago; Galapagosöarna.

Pahoehoe eller replava är en basaltlava med mjuk, jämn, trådig och glasartad yta. Texturen kommer sig av den mycket lättflytande lavan under den koagulerande skorpan. 
När pahoehoe rinner bildas karaktäristiska "tår" eller "flikar" som väller fram ur det stelnande ytskiktet. Pahoehoe kan också bilda lavatunnlar där den minimala värmeförlusten gör att den låga viskositeten kan bevaras. 
Pahoehoe kan långt från källan övergå till aa-lava på grund av den ökade viskositeten.

### Kuddlava

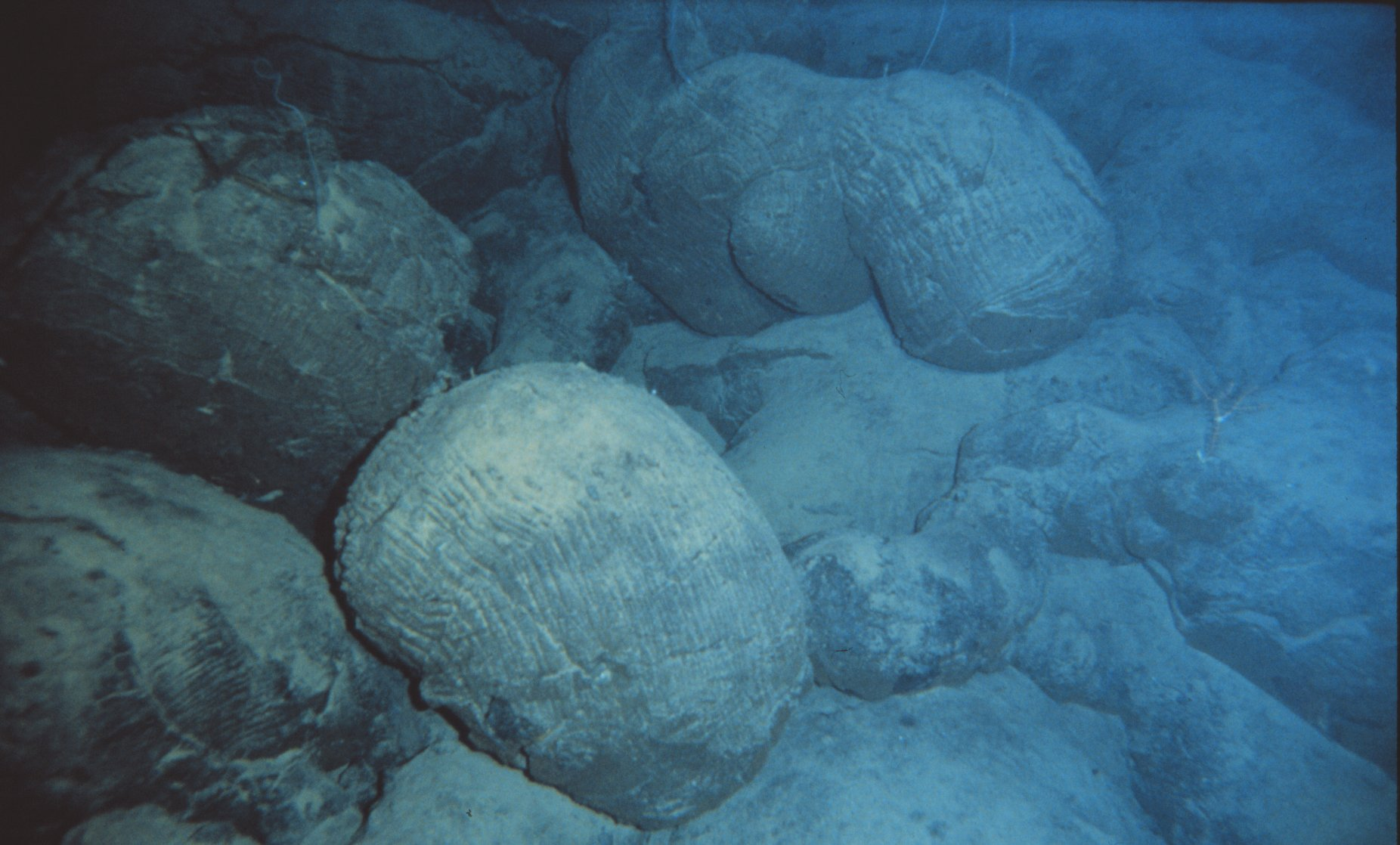
Kuddlava utanför Hawaii.

Kuddlava bildas då lava väller fram från en hydrotermisk källa eller då ett lavaflöde når havet. Det omgivande vattnet gör att den viskösa lavan omedelbart svalnar och får en fast skorpa. Skorpan spricker sedan och lava "snöps av" som kuddliknande formationer. Eftersom större delen av jordens yta är täckt av hav och de flesta vulkaner återfinns under havet är kuddlava mycket vanligt.

### Lavabomber

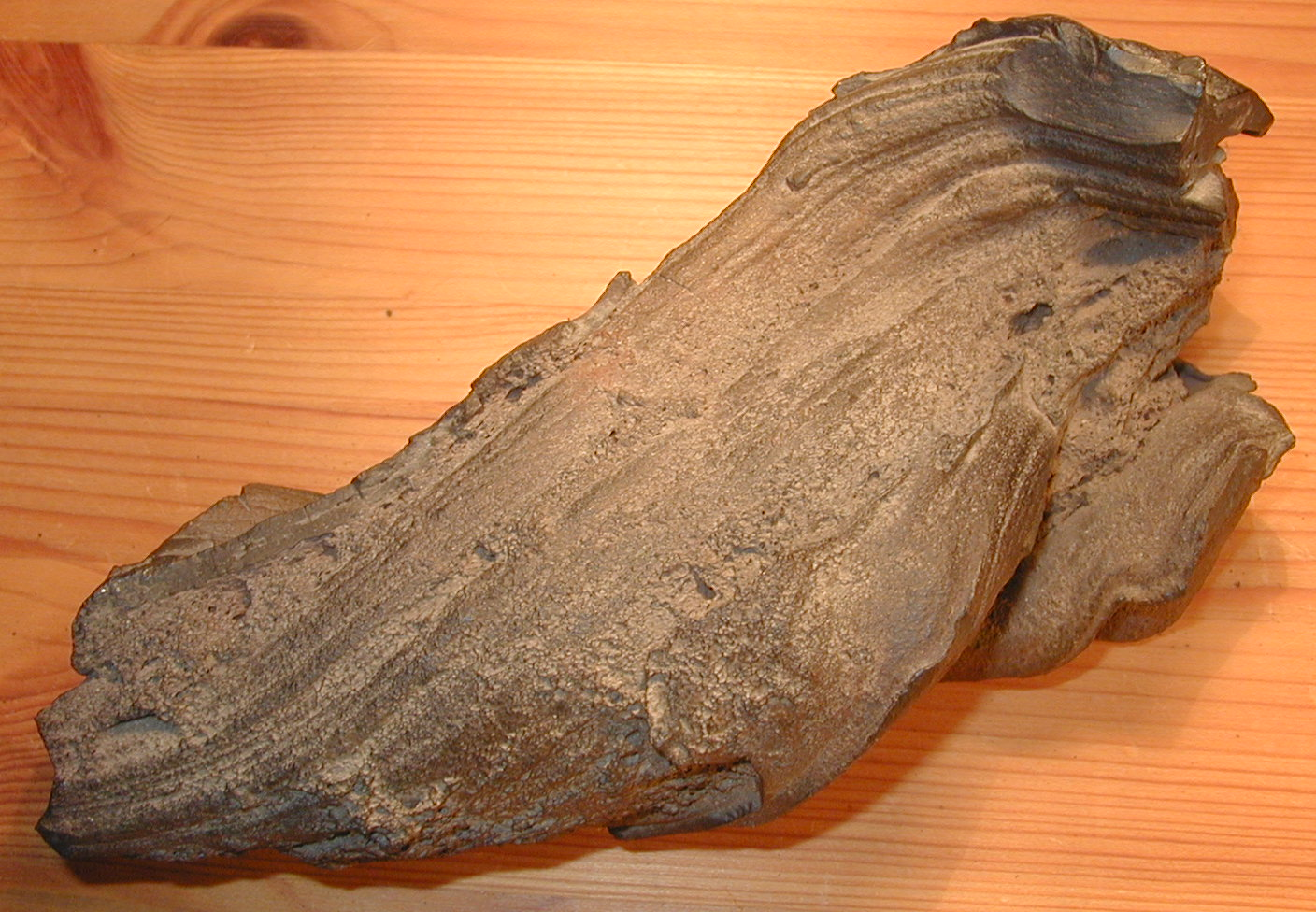
Lavabomb från Hekla på Island, längd 17 cm.

En lavabomb är ett litet lavaklot med en diameter som överstiger 65 millimeter som kastats upp vid ett utbrott och stelnat till en aerodynamisk form innan det nått marken. Vid utbrottet i Asama i Japan 1935 kastades lavabomber med en diameter på 5–6 meter omkring 600 meter från vulkanröret.

## Ovanlig lava
Ett antal lavabergarter förekommer bara på enstaka platser på jorden och betraktas därför som mycket ovanliga.
- Karbonatit och natrokarbonatit är kända från vulkanen Ol Doinyo Lengai i Tanzania, som är den enda kända aktiva vulkanen med karbonatit.[6] Lavan där har ungefär samma viskositet som olivolja.
- Sulfidlavor är kända från Chile och Peru.
- Järnoxidlava tros ha bildat malmfyndigheten i Kiruna under proterozoikum (2 500–542 miljoner år sedan).